# يون (إقليم فرنسي)
يون (بالفرنسية: Département Yonne)‏ هي إقليم فرنسي اسمها يأتي من نهر اليون. وهي واحدة من الأقاليم الأربعة في بإقليم بورغونيا تشتهر بصناعة الخمر الفرنسي وتقع في شرق فرنسا، عاصمتها أوسير. رقمها الرسمي 89. انتخب منها ثلاثة أعضاء برلمان في عام 2002.

## معرض صور

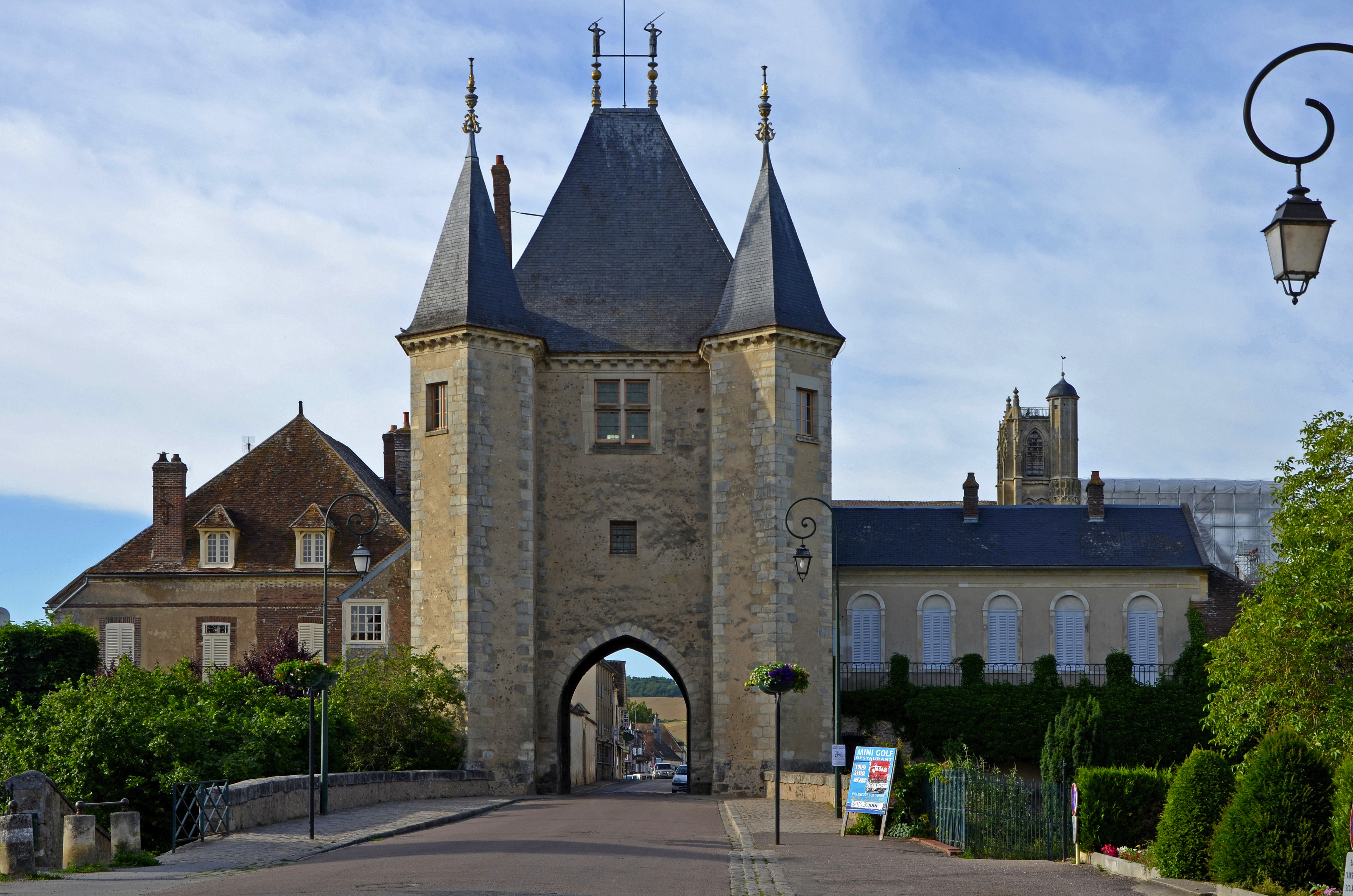
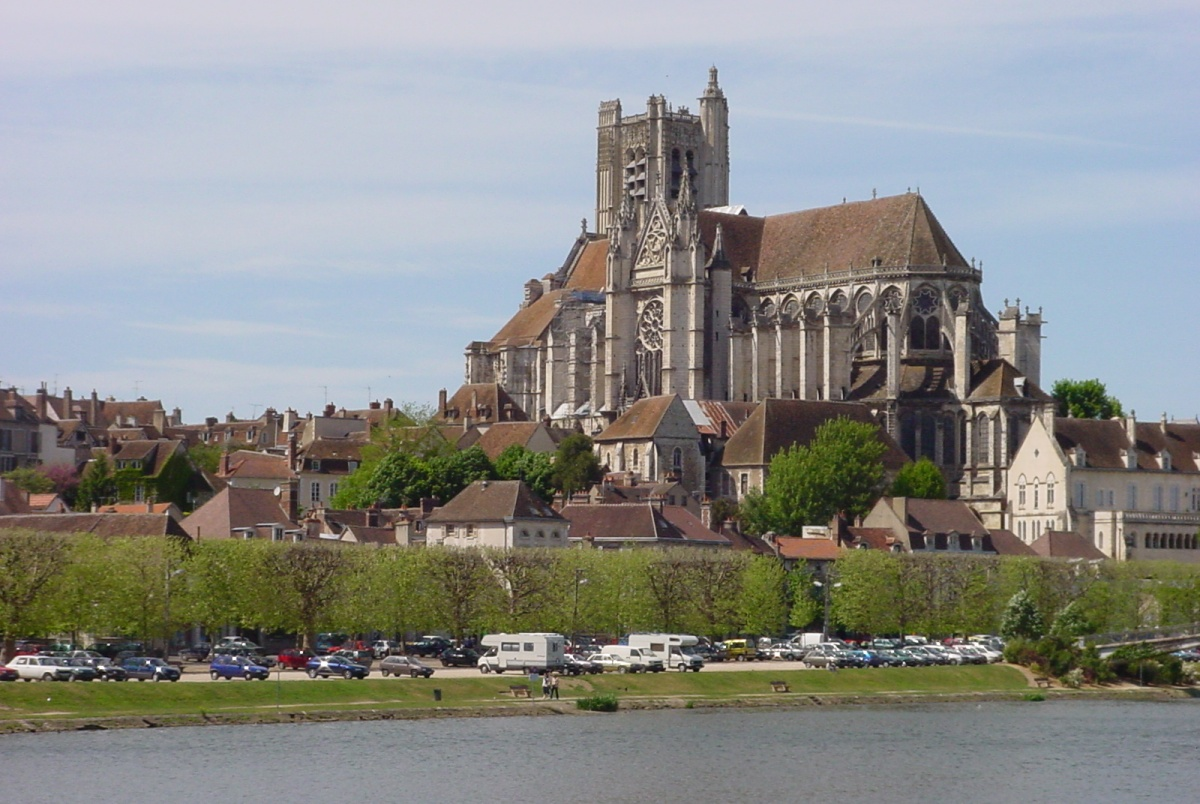
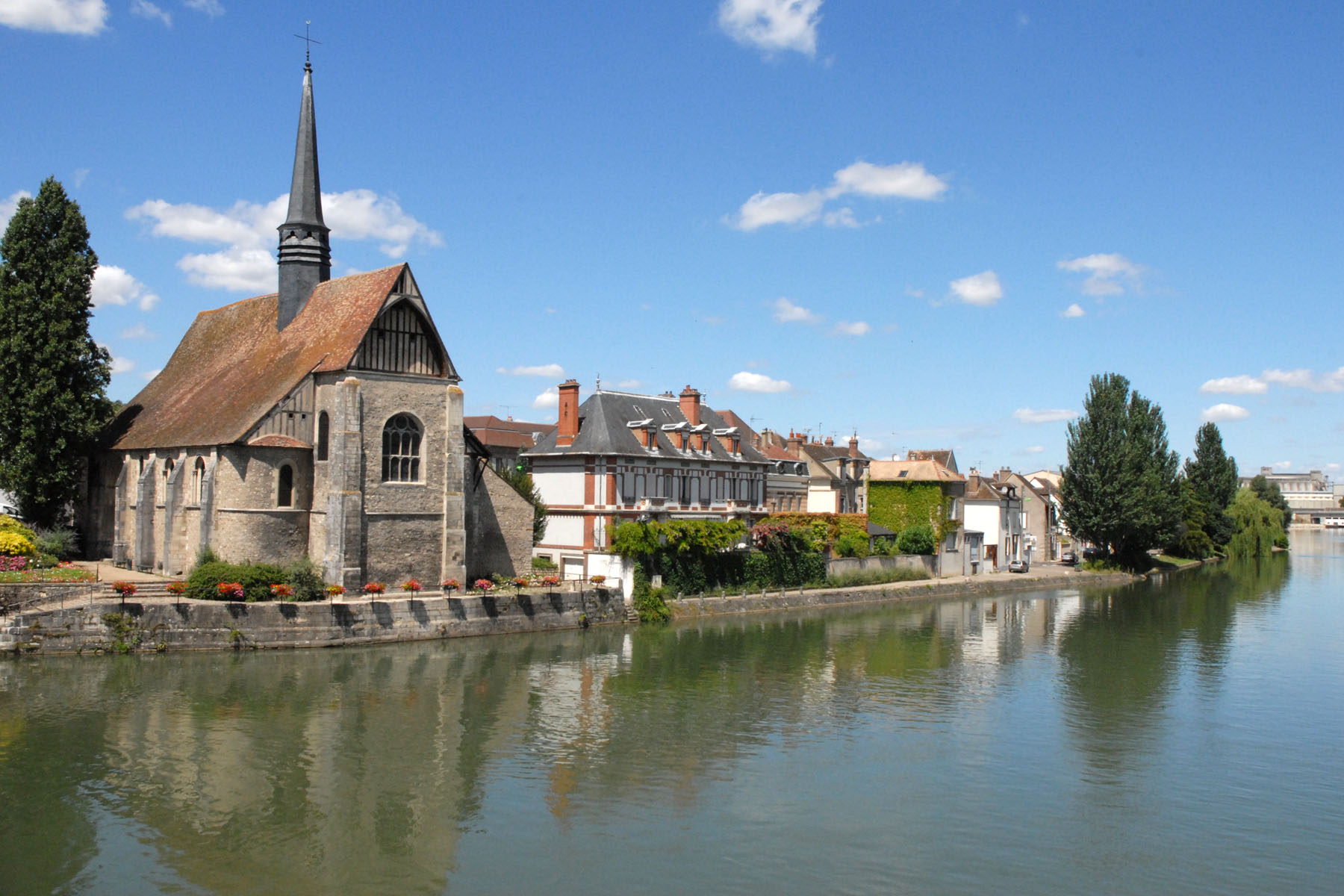
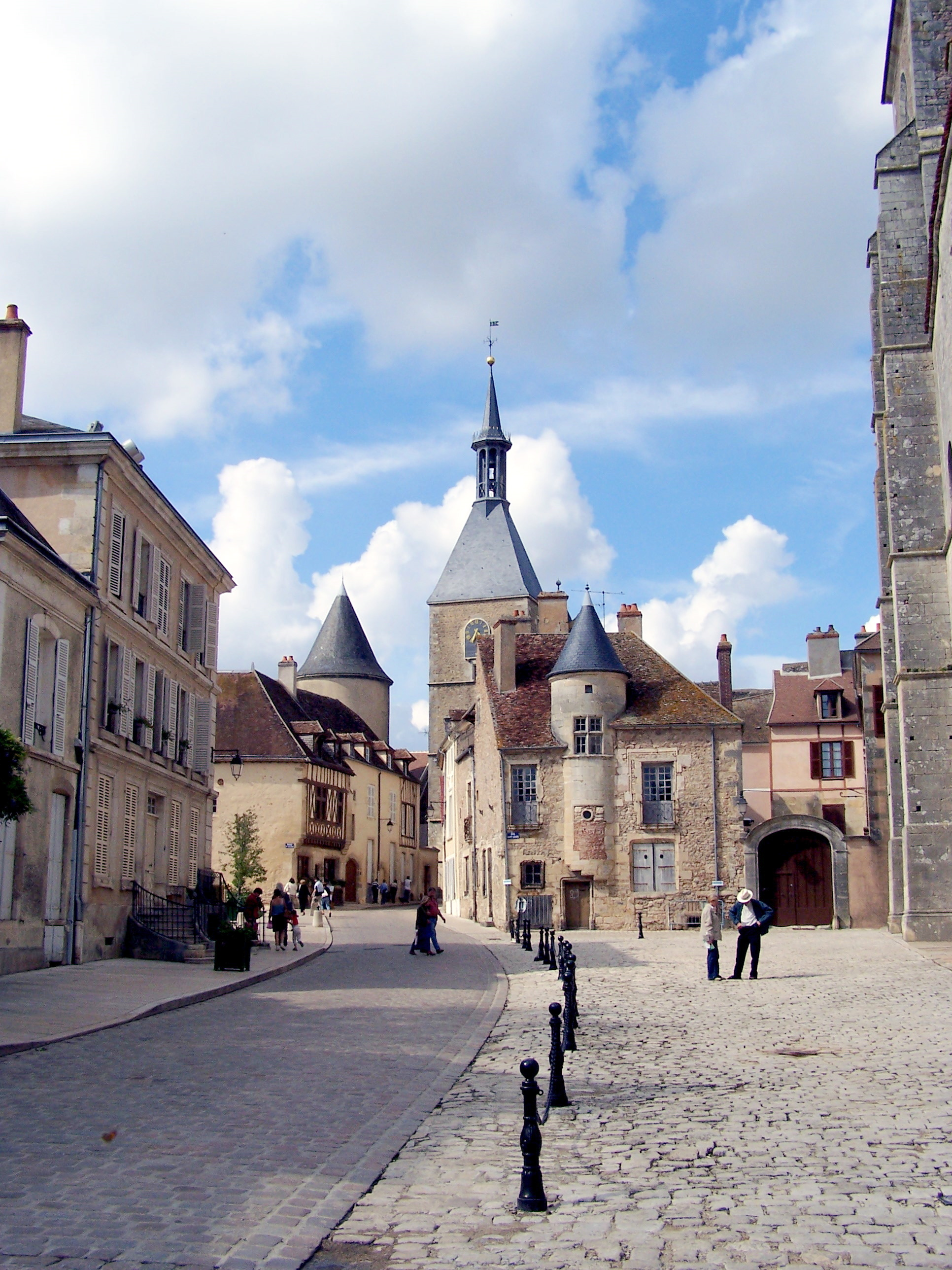
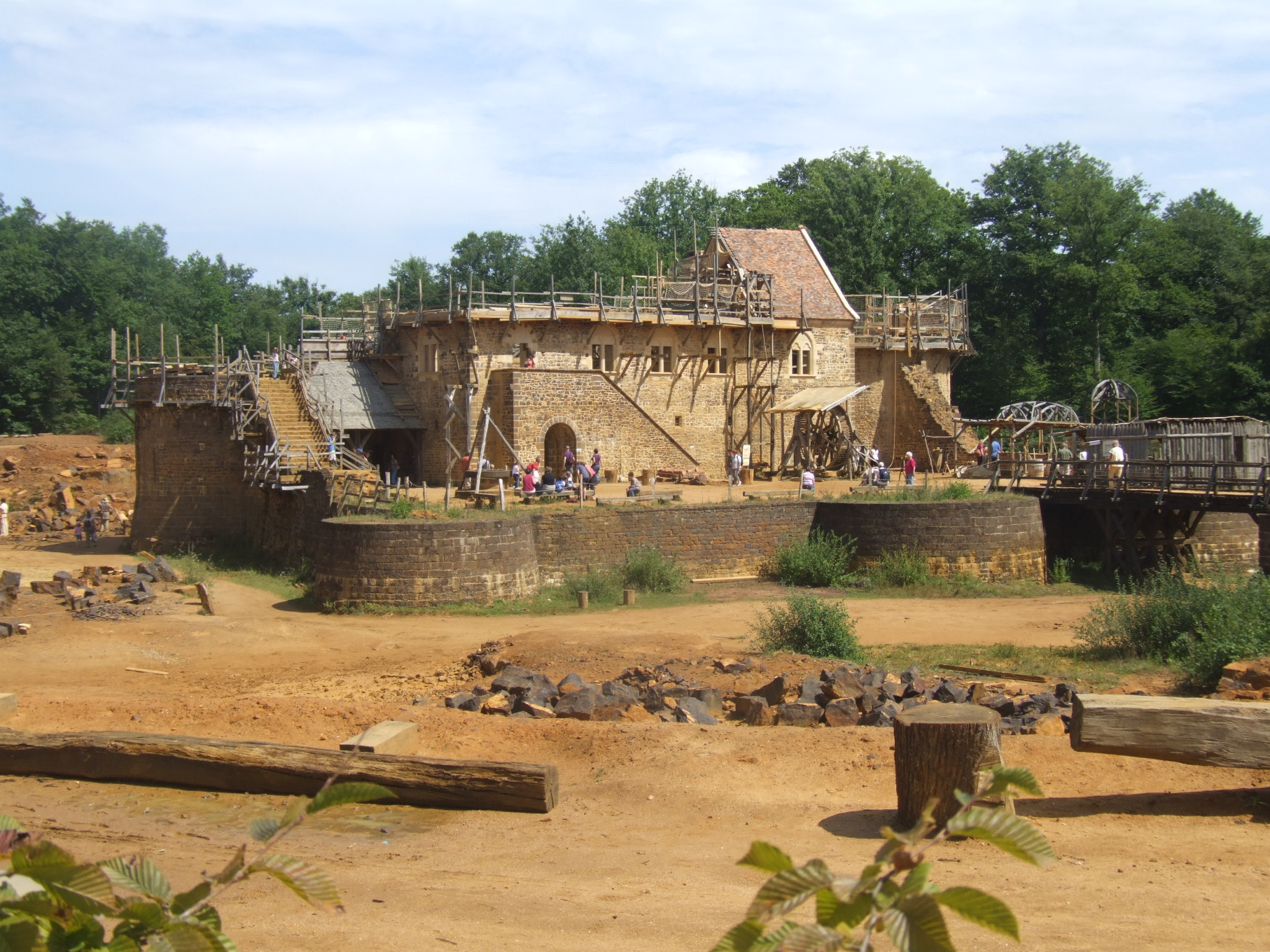

## أعلام
- لوسيان روش
- تريستان دي سالازار
- إميل مورو
- ماكس دوريا
- هوبير ديشان